# Landry Bender
Landry Bender, född 3 augusti 2000 i Chicago, är en amerikansk skådespelerska. Hon är känd för att spela rollen av Cleo Bernstein i Disney XD-serien Crash & Bernstein, och spelar Blithe Pedulla i filmen The Sitter från 2011. Bender spelar 2016 en av huvudrollerna, Cyd, i Disney Channels sitcom, Best Friends Whenever.
Landry Bender syns även i rollen som Roxanne "Rocki" Mahan, Gias dotter, i Netflixserien Huset fullt – igen (uppföljaren till Huset fullt).

## Filmografi
| år        | Titl                            | Roll           | Notes                                    |                        |
| --------- | ------------------------------- | -------------- | ---------------------------------------- | ---------------------- |
| 2011      | Council of Dads                 | Mykala Wells   | Osåld tv-pilot                           |                        |
| 2011      | The Sitter                      | Blithe Pedulla | Film                                     |                        |
| 2012–2014 | Crash & Bernstein               | Cleo Bernstein | Huvudroll                                |                        |
| 2014      | Jake and the Never Land Pirates | Little Sister  | röst roll                                | #73 The Singing Stones |
| 2014      | Fairest of the Mall             | Nikki          | Unsold television pilot (Disney Channel) |                        |
| 2015–2016 | Best Friends Whenever           | Cyd Ripley     | Co-lead role                             |                        |
| 2015      | Liv and Maddie                  | Cyd Ripley     | Episode: "Haunt-a-Rooney"                |                        |
| 2017–2019 | The Lion Guard                  | Makini         | Recurring voice role (season 2)          |                        |
| 2017–2020 | Fuller House                    | Rocki          | Recurring role (seasons 3–5)             |                        |
| 2019      | Looking for Alaska              | Sara           | Main role                                |                        |
| 2021      | The Republic of Sarah           | Bella          | Main role                                |                        |